# Jatisobo (Polokarto)
Jatisobo is een bestuurslaag in het regentschap Sukoharjo van de provincie Midden-Java, Indonesië. Jatisobo telt 4818 inwoners (volkstelling 2010).